# Daniel Ngom Kome
Pour les articles homonymes, voir Kome.
Daniel Ngom Kome est un footballeur camerounais né le 19 mai 1980 à Bangou. Il évolue au poste de milieu de terrain.
Il a participé à la Coupe du monde 2002 avec l'équipe du Cameroun.

## Palmarès

### En club
- Real Valladolid
  - Champion de Segunda Division en 2007.

### En sélection
- Médaille d'or aux Jeux olympiques d'été de 2000.
- Vainqueur de la CAN 2002.
- Médaille d'or aux jeux Africains en 1999.